# Volksabstimmungen in der Schweiz 1967
Dieser Artikel bietet eine Übersicht der Volksabstimmungen in der Schweiz im Jahr 1967.
In der Schweiz fand auf Bundesebene eine Volksabstimmung statt, im Rahmen eines Urnengangs am 2. Juli. Dabei handelte es sich um eine Volksinitiative.

## Abstimmung am 2. Juli 1967

### Ergebnis
| Nr. | Vorlage                                  | Art | Stimm- berechtigte | Abgegebene Stimmen | Beteiligung | Gültige Stimmen | Ja      | Nein    | Ja-Anteil | Nein-Anteil | Stände | Ergebnis |
| --- | ---------------------------------------- | --- | ------------------ | ------------------ | ----------- | --------------- | ------- | ------- | --------- | ----------- | ------ | -------- |
| 214 | Volksbegehren gegen die Bodenspekulation | VI  | 1'591'621          | 604'472            | 37,97 %     | 590'294         | 192'991 | 397'303 | 32,69 %   | 67,31 %     | 1:21   | nein     |

### Bodenspekulation
Trotz jahrelanger Bemühungen gelang es dem Bundesrat nicht, bei den Problemen bezüglich Zersiedelung, rasant steigender Preise für Grundeigentum (Bodenspekulation) und Verlust von bäuerlichem Boden einen mehrheitsfähigen Kompromiss zu erzielen. Schliesslich hatte die SP genug von der Blockade der dringend notwendigen Reform des Bodenrechts und reichte im Juli 1963 eine Volksinitiative ein, die eine angemessene Landes-, Regional- und Ortsplanung forderte. Zwar lehnten beide Parlamentskammern die Initiative ab, doch der Bundesrat hoffte auf einen Rückzug des Volksbegehrens. Er setzte vorerst keinen Termin für die Abstimmung fest und wollte die dadurch gewonnene Zeit nutzen, um ein Raumplanungsgesetz auszuarbeiten. Nach der Veröffentlichung eines weiteren Vorentwurfs lehnten die Initianten den Rückzug ihres Begehrens ab, da ihnen erneut keine konkreten Zugeständnisse gemacht worden waren. Ausser den linken Parteien unterstützte nur die rechtskonservative Nationale Aktion die Initiative. Obwohl sie vom Namen her auf die Bodenspekulation zielte, stand die Raumplanung im Zentrum der Kampagne. Auf der anderen Seite standen die bürgerlichen Parteien und die Wirtschaftsverbände, die in der Initiative in erster Linie ein Instrument der langsamen Verstaatlichung des Bodens sahen. Dadurch werde die freiheitliche Wirtschafts- und Gesellschaftsordnung sozialistisch untergraben. Bei einer geringen Beteiligung nahmen weniger als ein Drittel der Abstimmenden die Vorlage an, eine Ja-Mehrheit resultierte nur im Kanton Genf.